# Forum europeo degli interpreti delle lingue dei segni
Il Forum europeo degli interpreti delle lingue dei segni (EFSLI; in lingua inglese European Forum of Sign Language Interpreters) è un'associazione degli interpreti della lingua dei segni in Europa.

## Storia
Fondata nel 1987 da un gruppo delle associazioni degli interpreti di lingue dei segni degli Stati europei. È membro di WASLI.

## Membri
| Stato              | Sigla                       | Denominazione ufficiale |
| ------------------ | --------------------------- | --- |
| Austria            | ÖGSDV                       | Österreichische Gebärdensprach-DolmetscherInnen- und -ÜbersetzerInnen-Verband |
| Belgio             | ABILS BVGT                  | Association des Interprètes en Langue des Signes de Belgique Francophone Beroepsvereniging Vlaamse GebarentaalTolken                                                                        |
| Bulgaria           | NASLIB                      | Associazione nazionale degli interpreti di lingua dei segni in Bulgaria (National Association of Sign Language Interpreters in Bulgaria)                                                    |
| Croazia            | CASLIFD                     | Croatian Association of Sign Language Interpreters for the Deaf |
| Rep. Ceca          | CKTZJ                       | Ceská komora tlumocníku znakového jazyka |
| Danimarca          | FTT SKOPOS                  | Foreningen Af Tegnsprogstolke |
| Estonia            | EVK                         | Eesti Viipekeeletõlkide Kutseühing |
| Finlandia          | SVT                         | Finnish Association of Sign Language Interpreting |
| Francia            | AFILS                       | Association française des interprètes et traducteurs en langue des signes |
| Germania           | BGSD TGSD                   | Bundesverband der GebärdensprachdolmetscherInnen Deutschlands |
| Grecia             | SDENG                       | Association of Interpreters of Greek Sign Language |
| Macedonia del Nord | AMSLI                       | Zdruzenie Na Tolkuvaci Na Makedonski Znakoven Jazik |
| Islanda            | HART                        | Háskólamenntaðra táknmálstúlka |
| Irlanda            | CISLI                       | Council of Irish Sign Language Interpreters |
| Italia             | ANILIS ANIMU ANIOS T'AMILIS | Associazione nazionale interpreti per i minorati dell'udito Associazione nazionale degli interpreti ed operatori per sordi Associazione nazionale di interpreti, traduttori e mediatori LIS |
| Kosovo             | KASLI                       | Kosovar Association of Sign Language Interpreters |
| Norvegia           | NAI                         | Tolkeforbundet |
| Paesi Bassi        | NBTG                        | Nederlandse Beroepsvereniging Tolken Gebarentaal |
| Polonia            | STPJM                       | Stowarzyszenia Tłumaczy Polskiego Języka Migowego |
| Portogallo         | ANAPI-LG                    | Associação Nacional e Profissional da Interpretação – Língua Gestual |
| Regno Unito        | ASLI                        | Association of Sign Language Interpreters |
| Romania            | ANIALMG                     | Asociația Națională a Interpreților Autorizați în Limbaj Mimico-Gestual |
| Scozia             | SASLI                       | Scottish Association of Sign Language Interpreters |
| Serbia             | ATSZJ                       | Asocijacija tumača srpskog znakovnog jezika |
| Slovacchia         | ATLPRENES                   | |
| Slovenia           | ZTSZJ                       | Zavod Združenje Tolmaceva za Slovenski Znakovni Jezik |
| Spagna             | FILSE                       | Federación Española de Intérpretes de Lengua de Signos y Guías-Intérpretes |
| Svezia             | STTF                        | Sveriges Teckenspråktolkars Förening |
| Svizzera           | BGD ARILS ILISSI            | Berufsvereinigung der GebärdensprachdolmetscherInnen der deutschen Schweiz Association Romande des Interprètes en Langue des Signes Interpreti della Lingua dei Segni Svizzera Italiana     |
| Ungheria           | JTOS                        | Jelnyelvi Tolmácsok Országos Szövetsége |